# Dorfkirche Wellmitz

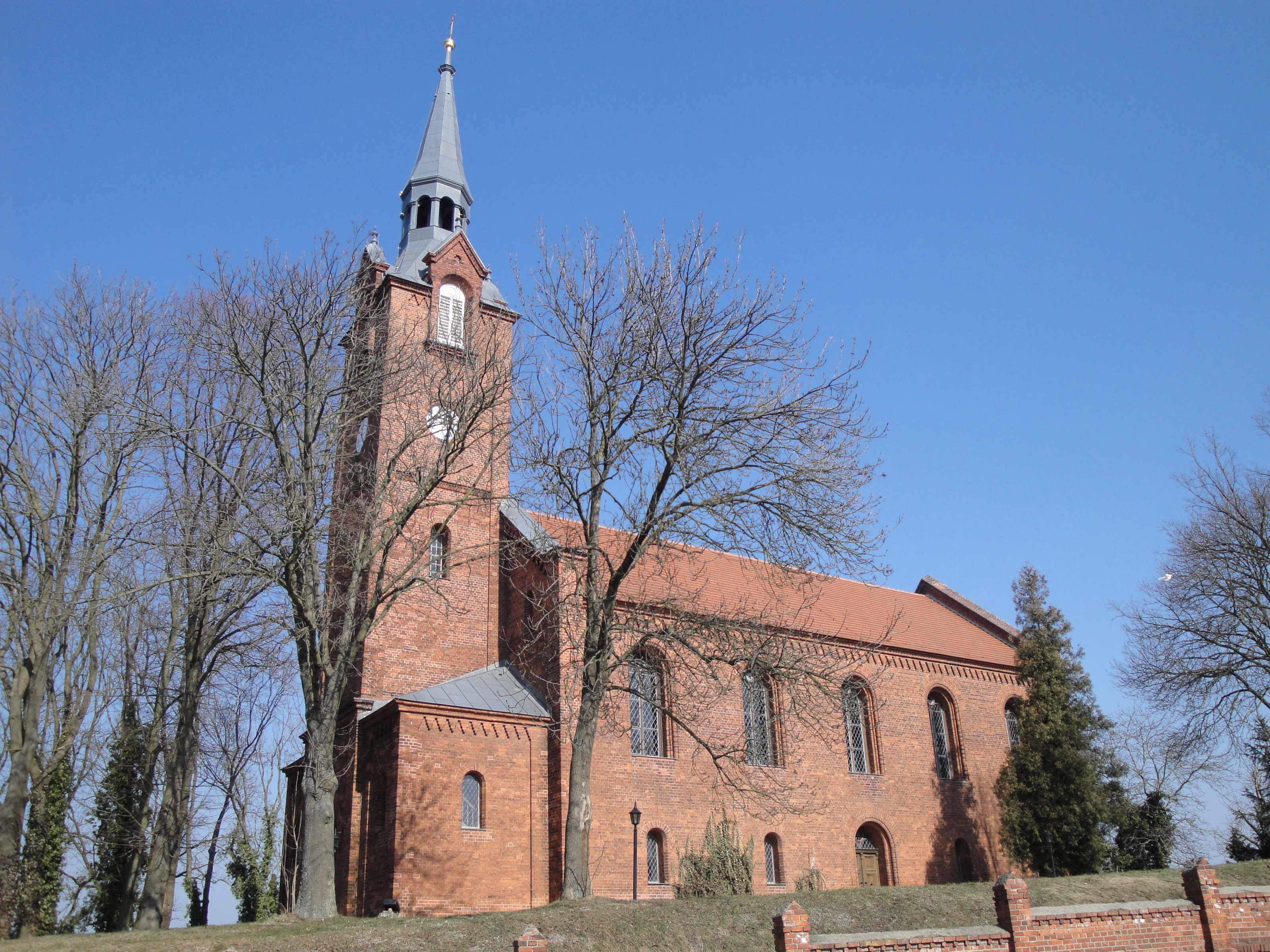
Dorfkirche Wellmitz

Die evangelische, denkmalgeschützte Dorfkirche Wellmitz steht in Wellmitz, einem Ortsteil der Gemeinde Neißemünde im Landkreis Oder-Spree von Brandenburg. Sie gehört zur Kirchengemeinde Neuzelle im Kirchenkreis Oderland-Spree der Evangelischen Kirche Berlin-Brandenburg-schlesische Oberlausitz.

## Beschreibung
Die Saalkirche im Rundbogenstil wurde 1854 aus Backsteinen erbaut. Sie besteht aus einem Langhaus, das mit einem Satteldach bedeckt ist, unter dessen Dachtraufe sich ein Fries befindet, einer Apsis im Osten und einem quadratischen, 49 Meter hohen Kirchturm im Westen, der von Anbauten flankiert wird, die die Treppen zu den Emporen enthalten.
Der Innenraum des Langhauses hat Emporen an drei Seiten und ist mit einer Holzbalkendecke überspannt. Die Kirchenausstattung stammt aus der Bauzeit. Die Orgel wurde 1855 von Johann Gottlieb Schulze gebaut.